# Krelingen
Krelingen ist ein Ortsteil der Stadt Walsrode im niedersächsischen Landkreis Heidekreis. In dem Heidedorf leben ca. 800 Einwohner auf einer Fläche von 22,5 km².

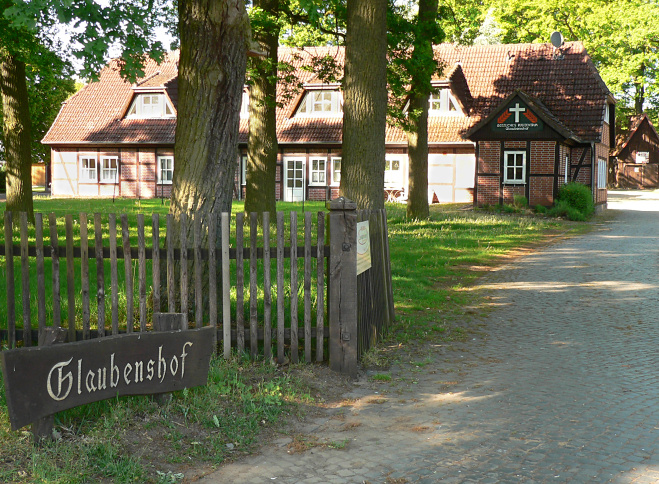
Einrichtung Glaubenshof

## Geografie
Krelingen liegt im südlichen Bereich der Stadt Walsrode, 9 km südöstlich von der Kernstadt entfernt. Durch Krelingen fließt der Krelinger Bach, ein Stück südlich des Dorfes befindet sich der Krelinger See. Nachbardörfer sind – von Norden aus im Uhrzeigersinn – Bockhorn, Fahrenholz, Westenholz, Beetenbrück und Düshorn.
Krelingen liegt ferner direkt am Autobahndreieck Walsrode – 1 km entfernt zur Auffahrt Nr. 29 „Dreieck Walsrode“. Die Bundesautobahn 27 verläuft einen Kilometer entfernt südwestlich und die von Hannover nach Hamburg führende A 7 einen Kilometer entfernt östlich. Die von Bad Fallingbostel über Walsrode und Rethem nach Nienburg führende Bundesstraße 209 verläuft nördlich, acht Kilometer entfernt.

## Geschichte
Seit der Gebietsreform, die am 1. März 1974 in Kraft trat, ist die vorher selbstständige Gemeinde Krelingen eine von 23 Ortschaften der Stadt Walsrode.
In Krelingen gab es bis vor kurzer Zeit keine Straßenbezeichnungen, sondern nur Hausnummern, nach denen sich Einwohner, Postboten, Lieferanten und Besucher orientieren müssen.

## Politik
Ortsvorsteher ist Karl-Heinz Freitag.

## Kultur und Sehenswürdigkeiten

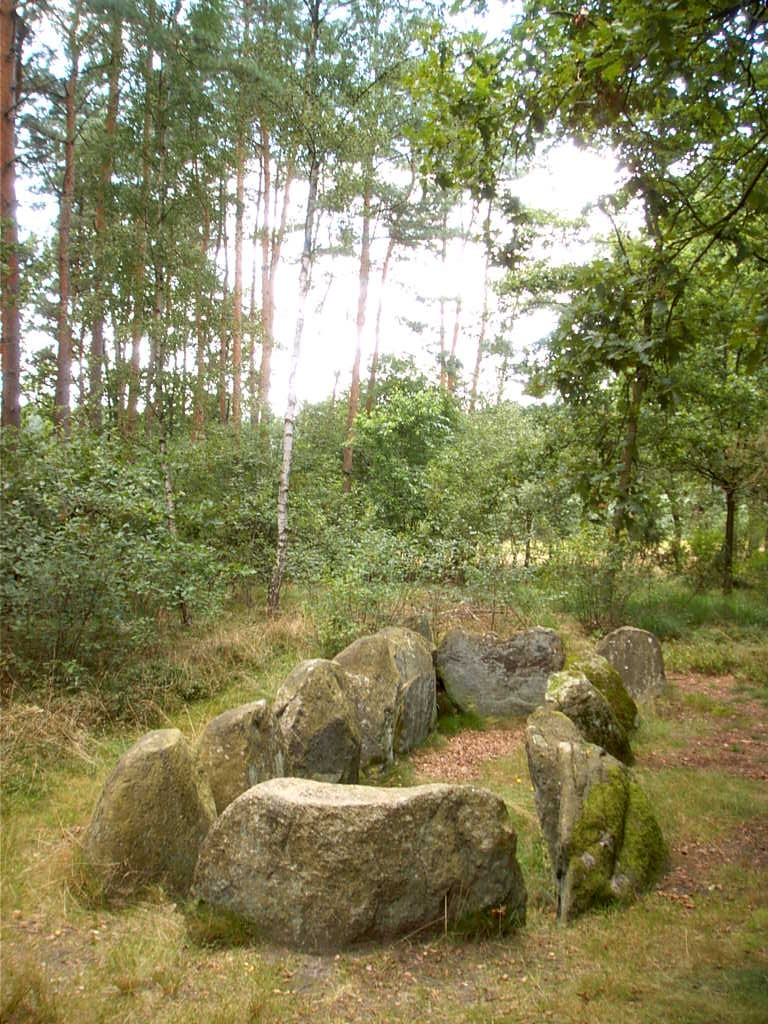
Steinkammer von Krelingen

In Krelingen befindet sich das überregional bekannte evangelikale Werk Geistliches Rüstzentrum Krelingen. Darüber hinaus sind folgende Sehenswürdigkeiten erwähnenswert: Im nordöstlichen Teil des Orts liegt das unter Denkmalschutz stehende vorgeschichtliche Großsteingrab Krelingen. Ferner befindet sich in Krelingen ferner eine Außenstelle des Walsroder Heidemuseums.
Folgende Vereine und Verbände sind in Krelingen tätig:
- Sportanglerverein Krelingen e. V.
- Deutsches Rotes Kreuz – Ortsverein Krelingen
- Freiwillige Feuerwehr Krelingen
- Krelinger Sportverein e. V.
- SoVD Sozialverband Deutschland e. V. (ehemals „Reichsbund“) – Ortsverband Krelingen
- Schützenverein Krelingen
- Dorfgemeinschaftsverein Krelingen e. V.

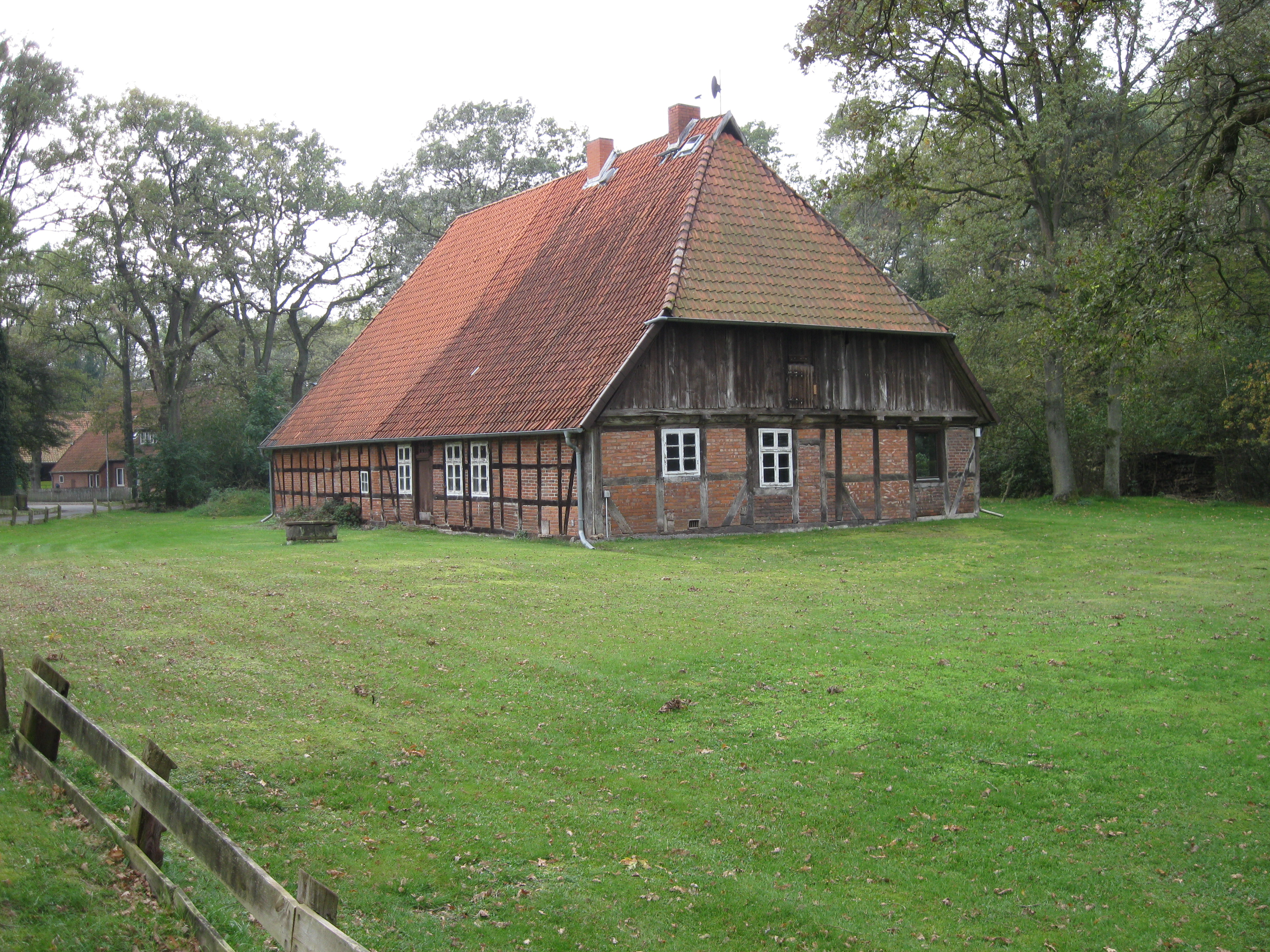
Krelingen
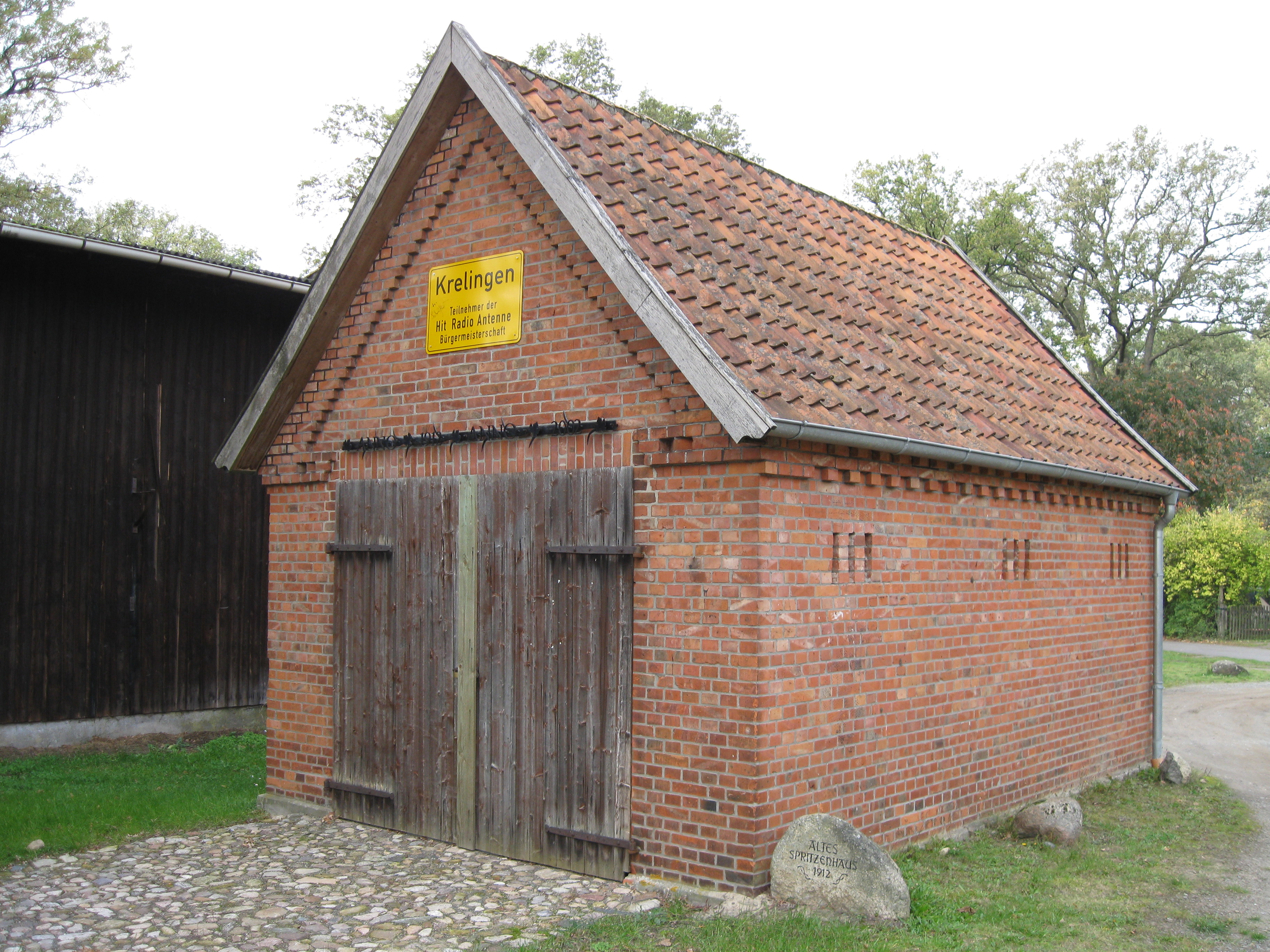
Altes Spritzenhaus
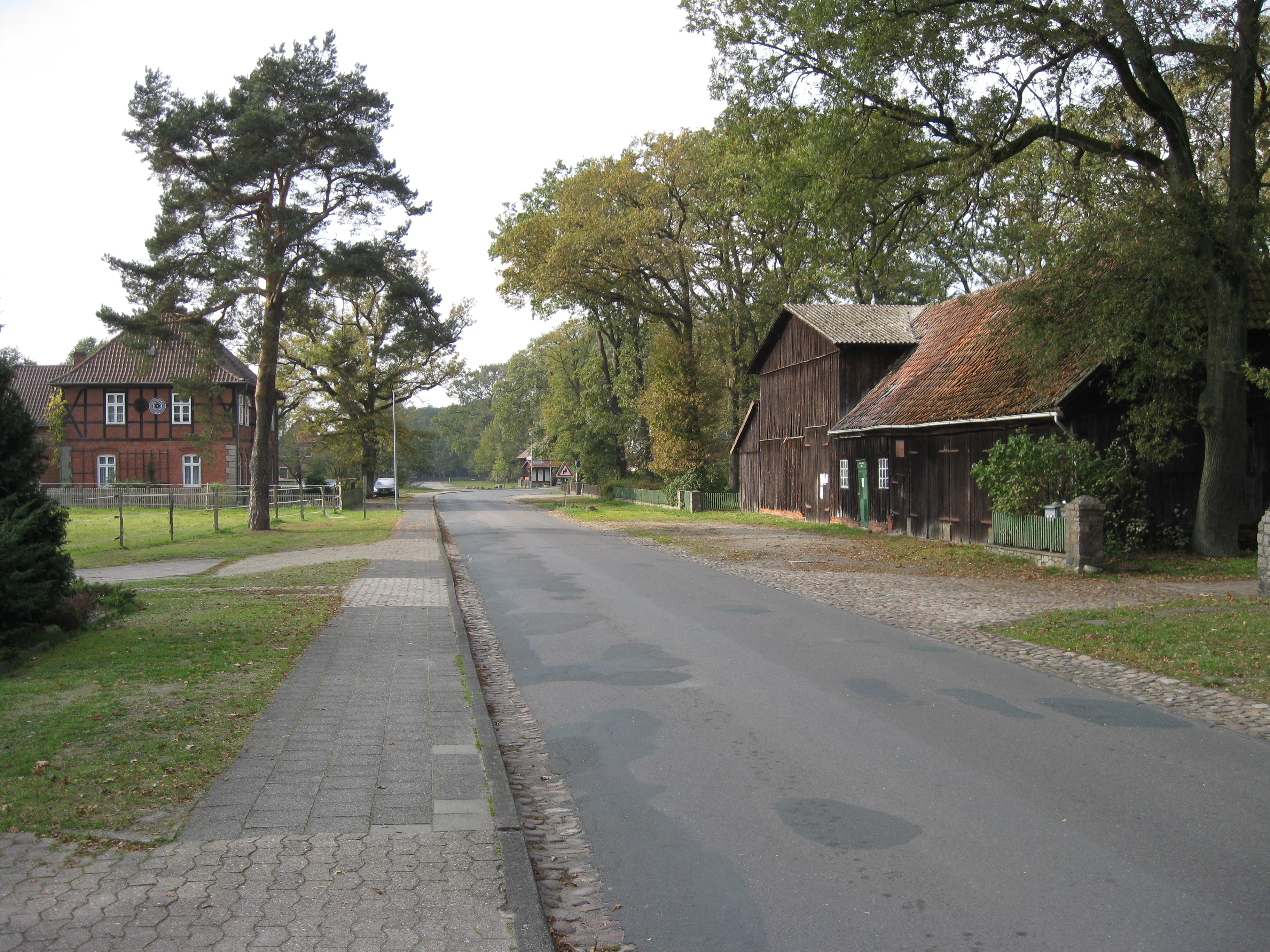
Dorfstraße
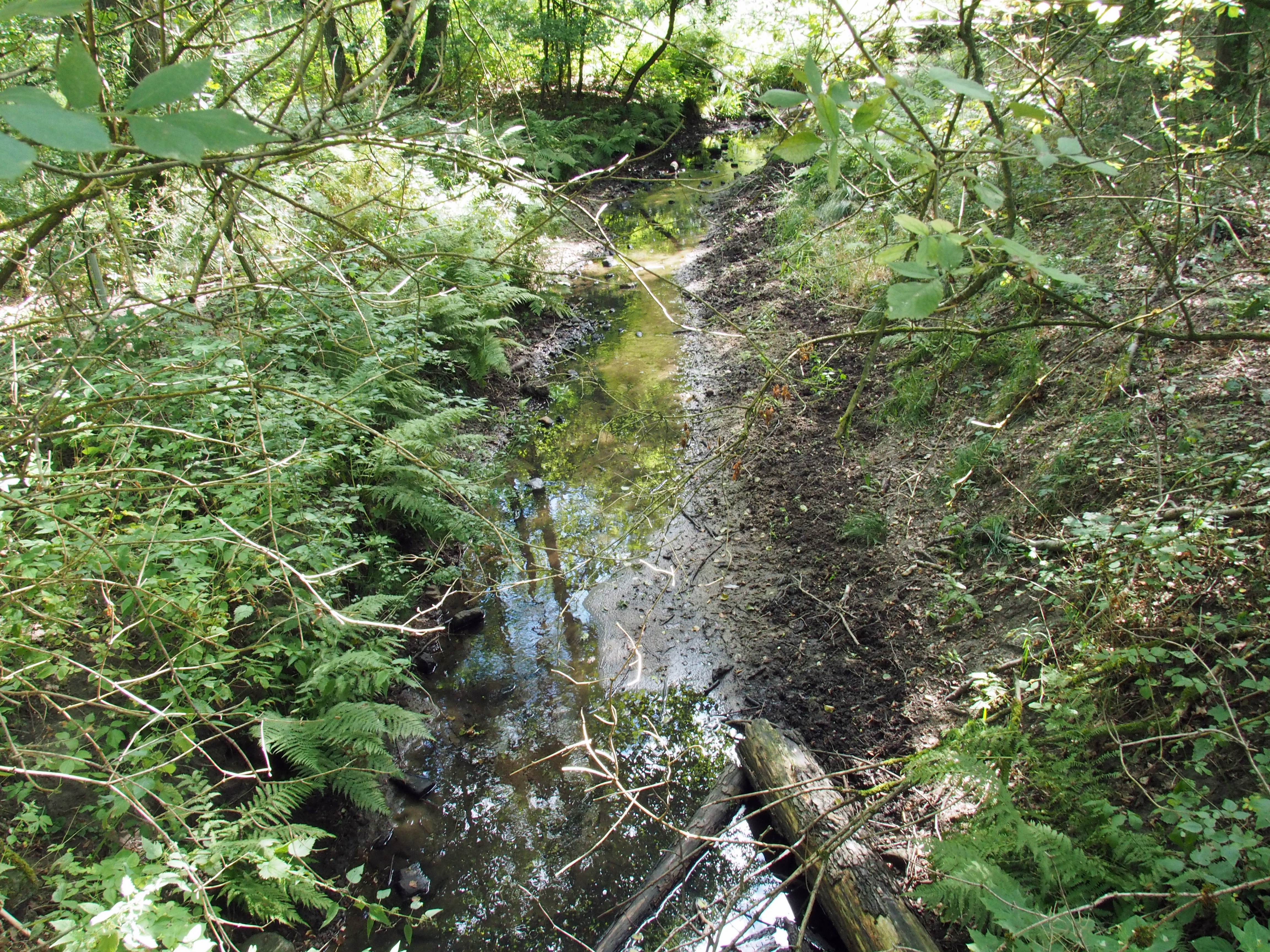
Krelinger Bach nahe der Quelle

siehe auch Liste der Baudenkmale in Walsrode (Außenbezirke)#Krelingen